# لوی یون
لوی یون (به انگلیسی: Lou Yun) ژیمناست زادهٔ ۲۳ ژوئن ۱۹۶۴ میلادی اهل کشور چین است.